# Leilinde
De lindeboom wordt veel gebruikt als leiboom, dan wordt hij wel leilinde genoemd. Vooral de cultivar Zwarte linde van de Hollandse linde (Tilia ×europaea) is door de horizontale takstand geschikt als leiboom.
De takken van de linde worden horizontaal aan een frame vastgemaakt. Takken die de verkeerde kant opgroeien worden vervolgens weggesnoeid. Zo blijven de takken horizontaal  en parallel aan elkaar groeien. De bomen vormen zo een dicht bladerscherm dat kan dienen als zonnescherm, om het in huis koel te houden in de zomer.
Optimale plaatsing van  leilinde naast woning ter verkoeling. Om een aangename verkoeling te bereiken, is het ideaal om de leilinde op een strategische locatie naast de woning te plaatsen, rekening houdend met de zonnestand gedurende de dag. In de zomer staat de zon in NL ruim 60 graden boven de horizon. Voor ramen op het zuiden is het voldoende om de top van de leilinde zo te positioneren dat deze een hoek van 60 graden vormt met de bovenkant van de ramen rond het middaguur. Hierdoor wordt voorkomen dat de zon rond het middaguur direct de woning binnendringt.
Echter, wanneer de zon zich richting het westen verplaatst, kan de zon toch nog boven de leilinde uitkomen en het huis binnendringen. Om dit te minimaliseren, is het aan te raden om de leilinde dichter bij de woning te plaatsen of ervoor te zorgen dat deze nog hoger is dan voor ramen op het zuiden. Als de zon later op de middag weer gaat zakken dan komen de ramen wel weer in de schaduw en zal enig warmtevoordeel behaald worden.
Een praktisch voorbeeld is een leilinde met een hoogte van 2.2 meter die op ongeveer 2 meter afstand van de woning staat, dit biedt onvoldoende schaduwvoordeel in de middag. Een afstand van ongeveer 1 meter tussen de boom en de woning is beter geschikt om een meer effectieve schaduw te creëren en het gewenste verkoelende effect te bereiken. Bij gevels op het zuidoosten en zuidwesten kan een nog kortere afstand aangehouden worden.

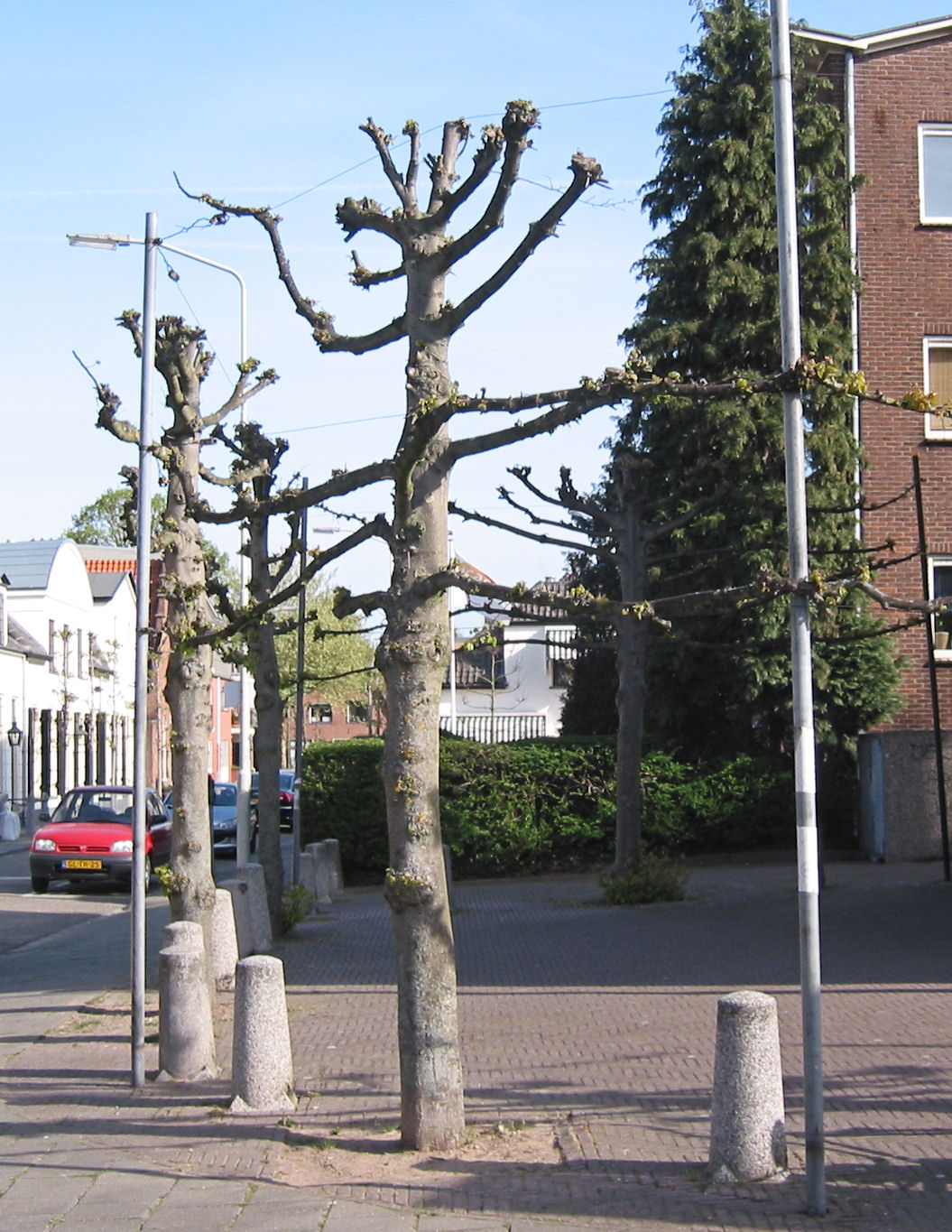
Leilinden in Ede
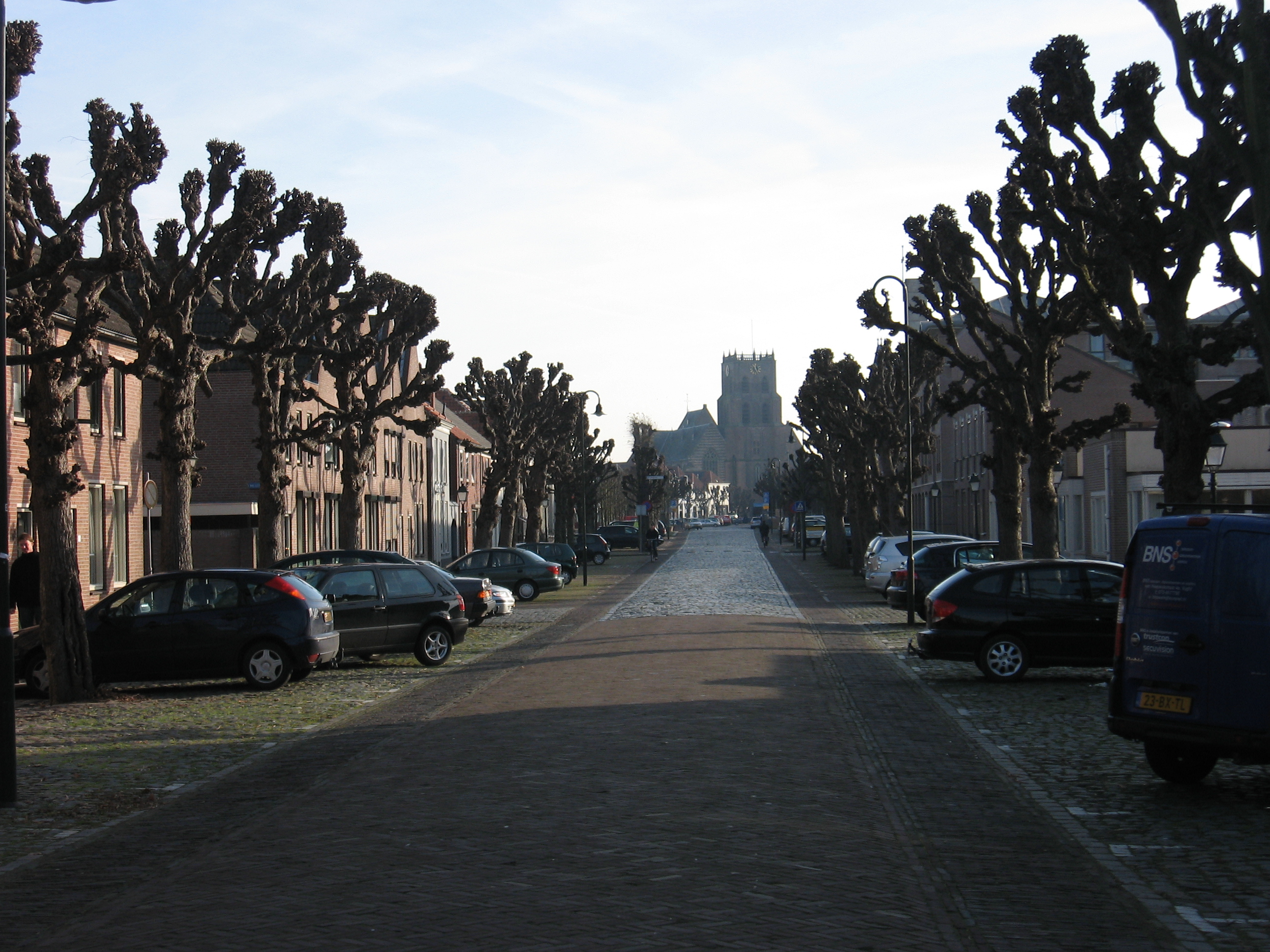
Leilinden in Geertruidenberg
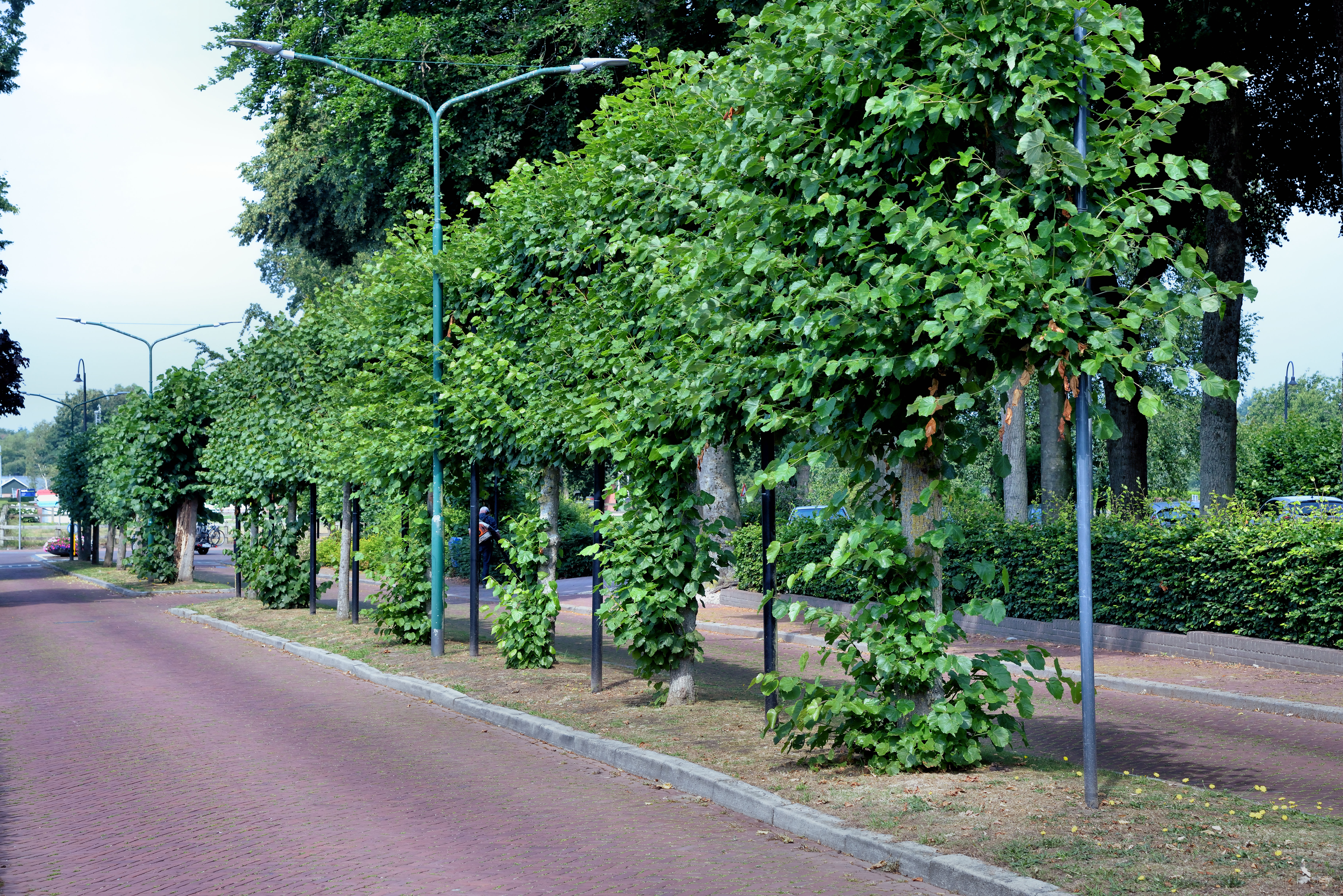
Leilinden in Garderen